# エクスマス (戦列艦)
|          | |
| 艦歴     | |
| 発注:    | 1840年3月12日 |
| 建造:    | プリマス工廠、デヴォンポート工廠（艤装）                                                                                            |
| 起工:    | 1841年9月13日 |
| 進水:    | 1854年7月12日 |
| 就役:    | 1855年3月15日 |
| その後:  | 1905年4月5日売却 |
| 性能諸元 | |
| クラス:  | アルビオン級戦列艦 |
| 排水量:  | 4,382t |
| 全長:    | 243ft（74m） |
| 全幅:    | 60ft 2.5in（18.35m） |
| 喫水:    | 23 ft 8 in (7.2 m) |
| 機関:    | 帆走（3本マストシップ）、 水平2気筒1軸1,533ihp                                                                                      |
| 速力：   | 9.55ノット（蒸気機関） |
| 乗員:    | 830名 |
| 兵装:    | 91門： 上砲列：32ポンド（15kg）砲32門 下砲列：8インチ（203mm）砲32門 その他：32ポンド（15kg）砲26門、 68ポンド（31kg）カロネード1門 |

エクスマス（HMS Exmouth）はアルビオン級に蒸気機関を搭載した91門2等戦列艦。1854年7月12日に進水した。